# Olivo e Pasquale
Olivo e Pasquale ist ein „melodramma giocoso“ in zwei Akten von Gaetano Donizetti, nach einem Libretto von Jacopo Ferretti, das auf einem Werk von Simeone Antonio Sografi basiert.

## Handlung
Schauplatz ist Lissabon.
Die Brüder Olivo und Pasquale sind Ladenbesitzer in Lissabon. Sie sind sehr unterschiedlich. Der sanfte und umgängliche Pasquale ist Junggeselle, sein Bruder Olivo herrscht als strenger Patriarch über Familie und Geschäft. Olivos Tochter Isabella liebt den jungen Lehrling Camillo, aber ihr Vater will, dass sie Le Bross heiraten soll, einen reichen Kaufmann aus Cádiz.
Isabella gesteht Le Bross, dass sie einen anderen liebt. Als er sie bittet, dessen Namen zu nennen, wagt sie es zuerst nicht und tut so, als sei es Columella, ein alter, eitler Mann. Erst später gesteht sie, dass es Camillo ist.
Als Olivo erfährt, dass seine Tochter es wagt, sich seinem Willen zu widersetzen, wird er wütend. Isabella aber droht, dass sie sich töten werde, wenn sie Camillo nicht bekomme. Olivo glaubt ihr nicht und weigert sich nachzugeben. Als ein Schuss fällt, wird Pasquale vor Schreck ohnmächtig da er denkt, Isabella habe sich erschossen. Olivo erklärt verzweifelt, er hätte Isabella doch lieber Camillo heiraten lassen. Das verliebte Paar erscheint an der Tür. Der erleichterte Olivo umarmt sie und segnet ihre Beziehung.

## Entstehung und Aufführung

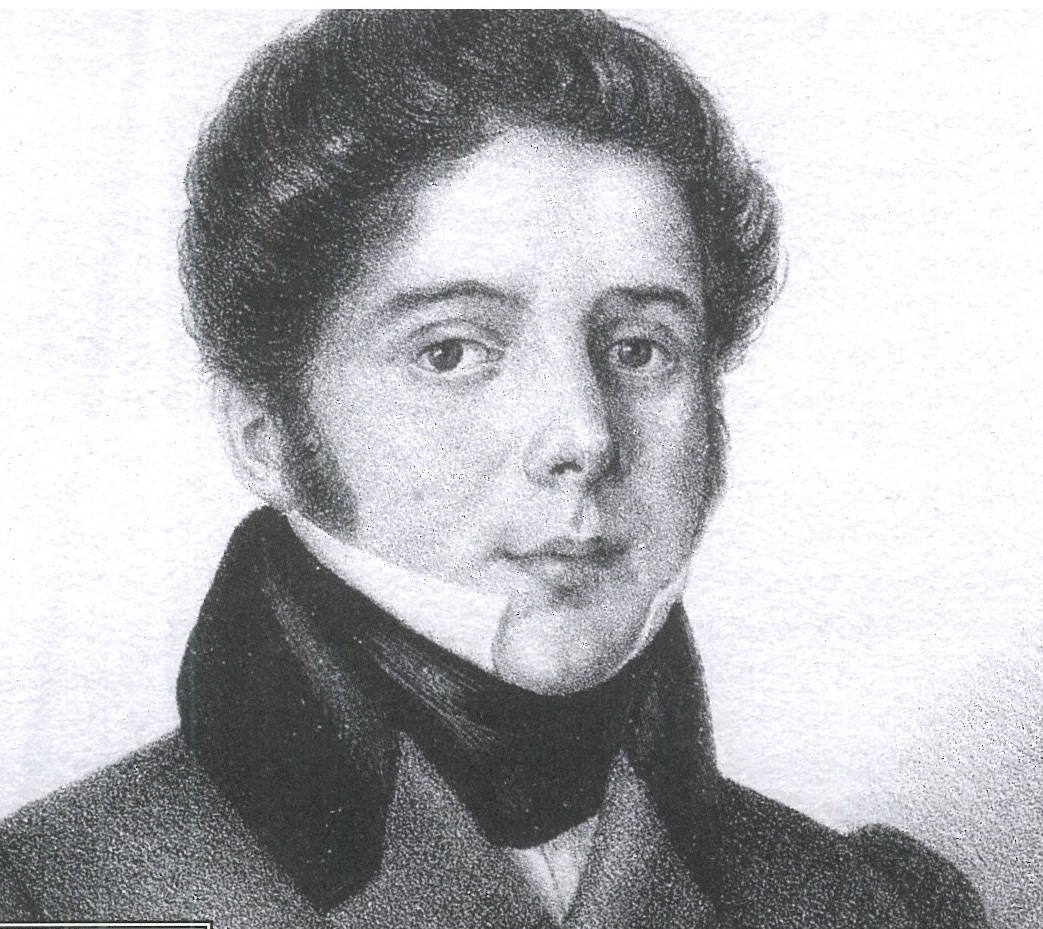
Domenico Cosselli (Olivo der Uraufführung)

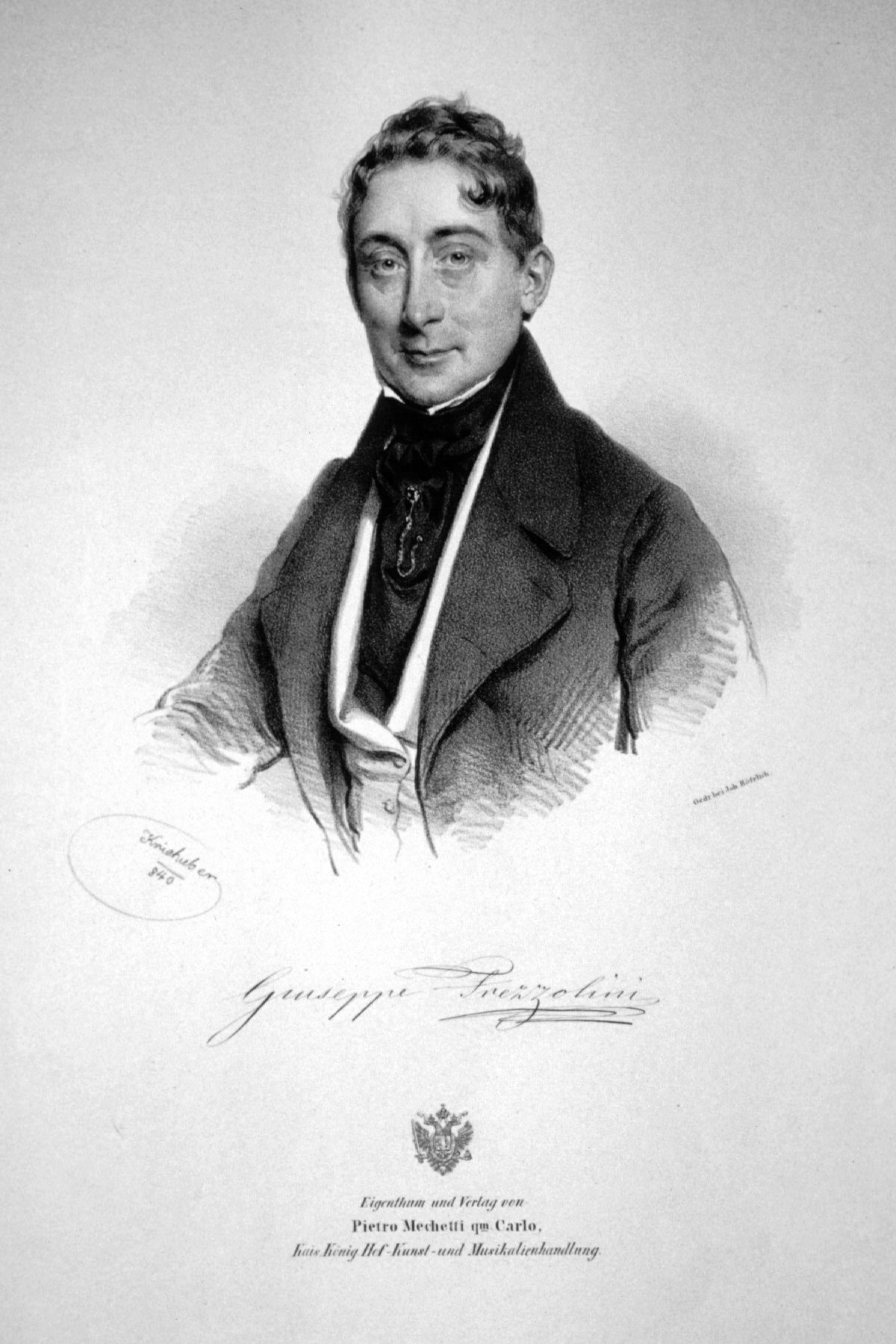
Giuseppe Frezzolini (Pasquale der Uraufführung)

Die Uraufführung fand am Teatro Valle in Rom am 7. Januar 1827 statt. Es sangen der Bariton Domenico Cosselli (Olivo), der Bass Giuseppe Frezzoline (Pasquale), die Sopranistin Emilia Bonini (Isabella), die Altistin Anna Scudellari Coselli (Camillo), der Tenor Giovanni Battista Verger (Le Bross), der Bariton Luigi Garofalo (Columella), die Mezzosopranistin Agnese Loiselet (Matilde) und der Bariton Stanislao Prò (Diego).
Bei der zweiten Aufführung am 1. September 1827 im Teatro Nuovo sangen Vincenzo Galli (Olivo), Gennaro Luzio (Pasquale), Annetta Fischer (Isabella), Francesco Regoli (Camillo), Francesca Checcherini (Matilde), Sig. Manzi (Le Bross), Sig. de Nicola (Columella) und Giuseppe Papi (Diego). Es folgten viele Aufführungen in anderen italienischen Theatern.